# Mpg123
mpg123 è un lettore multimediale free che funziona da riga di comando per i file audio MPEG, per i sistemi operativi UNIX e Linux. Supporta MPEG-1 e MPEG-2, layers 1, 2 e 3. Viene spesso usato per eseguire file MP3.
mpg123 fu il secondo player MP3 per UNIX (il suo predecessore era MAPlay) e velocemente diventò il più usato poiché decodificava gli MPEG più velocemente degli altri lettori. Le sue librerie sono usate da XMMS per eseguire gli MP3.
La licenza di mpg123 è la GPL e la licenza delle mpglib è la LGPL.
Verso la fine del 2005 gli sviluppatori di mpg123 hanno interrotto il progetto e per questo nei rilasci antecedenti alla 0.59 ci sono bug di sicurezza che non sono stati corretti.
Il 28 dicembre 2005 una nota sul sito ufficiale di mpg123 annunciava «The project will continue.»
Il suo codice sorgente viene usato in altri progetti come ad esempio foobar2000 e in mpg123.